# L'Aventure atomique
Pour plus de détails, voir Fiche technique et Distribution.
L'Aventure atomique est un court métrage français réalisé par Loïc Barché en 2019.

## Synopsis
Algérie, 1961. Alors que la France vient de faire exploser sa quatrième bombe atomique, un groupe de sept soldats est envoyé jusqu'au point d'impact afin d'y effectuer des prélèvements et des mesures de la radioactivité. 
Mais plus ils avancent, plus le capitaine, un vétéran de guerre d'une cinquantaine d'années, se voit confronté aux paradoxes d'un monde qui change, obsédé par le progrès.

## Fiche technique
- Titre : L'Aventure atomique
- Réalisation : Loïc Barché
- Scénario : Loïc Barché et Marie Monge
- Photographie : Paul Guilhaume
- Montage : Pierre Deschamps
- Costumes : Dorota Kleszcz Ronsiaux
- Décors : Fatma Madani
- Montage son : Corinne Dubien
- Production : Punchline Cinéma
- Production associée : Léonis Productions
- Production exécutive  Tunisie : Godolphin Films
- Pays d'origine :  France
- Langue originale : français
- Genre : drame
- Durée : 26 minutes[2]

## Distribution
- Swann Arlaud : le scientifique
- Olivier Rabourdin : le capitaine
- Phénix Brossard : Bébert
- Matthieu Lucci : Paul
- Augustin Raguenet : Jonathan
- Iliès Kadri : Hamza
- Clément Bertani : le chauffeur[2]

## Distinction
Nomination
- César 2021 : Meilleur court métrage[3]